# Mistrzostwa Świata w Narciarstwie Dowolnym 1995
Mistrzostwa świata w narciarstwie dowolnym 1995 były to piąte mistrzostwa świata w narciarstwie dowolnym. Odbyły się we francuskiej miejscowości La Clusaz, w dniach 14 – 19 lutego 1995 r. Zarówno mężczyźni jak i kobiety rywalizowali w tych samych czterech konkurencjach: jeździe po muldach, skokach akrobatycznych, balecie narciarskim oraz kombinacji. Reprezentanci Polski nie startowali.

## Wyniki

### Mężczyźni

#### Jazda po muldach
- Data: 18 lutego 1995

| Medal | Zawodnik           | Narodowość        |
| ----- | ------------------ | ----------------- |
|       | Edgar Grospiron    | Francja           |
|       | Jean-Luc Brassard  | Kanada            |
|       | Siergiej Szuplecow | Rosja             |
| 4     | Troy Benson        | Stany Zjednoczone |
| 5     | Fabien Bertrand    | Francja           |
| 6     | Dominick Gauthier  | Kanada            |
| 7     | John Smart         | Kanada            |
| 8     | Stéphane Rochon    | Kanada            |

#### Skoki akrobatyczne
- Data: 19 lutego 1995

| Medal | Zawodnik            | Narodowość        |
| ----- | ------------------- | ----------------- |
|       | Trace Worthington   | Stany Zjednoczone |
|       | Christian Rijavec   | Austria           |
|       | Sébastien Foucras   | Francja           |
| 4     | Nicolas Fontaine    | Kanada            |
| 5     | Andy Capicik        | Kanada            |
| 6     | Aleksiej Parfienkow | Białoruś          |
| 7     | Philippe Laroche    | Kanada            |
| 8     | Nick Cleaver        | Australia         |

#### Balet narciarski
- Data: 14 lutego 1995

| Medal | Zawodnik          | Narodowość        |
| ----- | ----------------- | ----------------- |
|       | Rune Kristiansen  | Norwegia          |
|       | Fabrice Becker    | Francja           |
|       | Heini Baumgartner | Szwajcaria        |
| 4     | Antti Inberg      | Finlandia         |
| 5     | Konrad Hilpert    | Szwajcaria        |
| 6     | Scott Rosenbaum   | Stany Zjednoczone |
| 7     | Ian Edmondson     | Stany Zjednoczone |
| 8     | Steven Roxberg    | Stany Zjednoczone |

#### Kombinacja
- Data: 16 lutego 1995

| Medal | Zawodnik          | Narodowość        |
| ----- | ----------------- | ----------------- |
|       | Trace Worthington | Stany Zjednoczone |
|       | Darcy Downs       | Kanada            |
|       | Jonny Moseley     | Stany Zjednoczone |
| 4     | David Belhumeur   | Kanada            |
| 5     | Aleh Kulaszou     | Białoruś          |
| 6     | Mychajło Kuleba   | Ukraina           |
| 7     | Ondřej Vokatý     | Czechy            |

### Kobiety

#### Jazda po muldach
- Data: 18 lutego 1995

| Medal | Zawodnik                | Narodowość        |
| ----- | ----------------------- | ----------------- |
|       | Candice Gilg            | Francja           |
|       | Raphaëlle Monod         | Francja           |
|       | Tatjana Mittermayer     | Niemcy            |
| 4     | Ann Battelle            | Stany Zjednoczone |
| 5     | Donna Weinbrecht        | Stany Zjednoczone |
| 6     | Katherina Kubenk        | Kanada            |
| 7     | Ludmiła Dymczenko       | Rosja             |
| 8     | Jelizawieta Kożewnikowa | Rosja             |

#### Skoki akrobatyczne
- Data: 19 lutego 1995

| Medal | Zawodnik            | Narodowość        |
| ----- | ------------------- | ----------------- |
|       | Nikki Stone         | Stany Zjednoczone |
|       | Marie Lindgren      | Szwecja           |
|       | Kirstie Marshall    | Australia         |
| 4     | Caroline Olivier    | Kanada            |
| 5     | Karin Kuster        | Szwajcaria        |
| 6     | Kristean Porter     | Stany Zjednoczone |
| 7     | Liselotte Johansson | Szwecja           |
| 8     | Jacqui Cooper       | Australia         |

#### Balet narciarski
- Data: 17 lutego 1995

| Medal | Zawodnik          | Narodowość        |
| ----- | ----------------- | ----------------- |
|       | Jelena Batałowa   | Rosja             |
|       | Ellen Breen       | Stany Zjednoczone |
|       | Annika Johansson  | Szwecja           |
| 4     | Oksana Kuszczenko | Rosja             |
| 5     | Åsa Magnusson     | Szwecja           |
| 6     | Maria Guarnieri   | Stany Zjednoczone |
| 7     | Claudine Fleury   | Szwajcaria        |
| 8     | Tarsha Ebbern     | Australia         |

#### Kombinacja
- Data: 16 lutego 1995

| Medal | Zawodnik          | Narodowość        |
| ----- | ----------------- | ----------------- |
|       | Kristean Porter   | Kanada            |
|       | Maja Schmid       | Szwajcaria        |
|       | Katherina Kubenk  | Stany Zjednoczone |
| 4     | Natalja Oriechowa | Rosja             |

## Klasyfikacja medalowa
| Miejsce | Państwo           |   |   |   | Razem |
| ------- | ----------------- | - | - | - | ----- |
| 1.      | Stany Zjednoczone | 4 | 1 | 1 | 6     |
| 2.      | Francja           | 2 | 2 | 1 | 5     |
| 3.      | Rosja             | 1 | 0 | 1 | 2     |
| 4.      | Norwegia          | 1 | 0 | 0 | 1     |
| 5.      | Kanada            | 0 | 2 | 1 | 3     |
| 6.      | Szwajcaria        | 0 | 1 | 1 | 2     |
|         | Szwecja           | 0 | 1 | 1 | 2     |
| 8.      | Austria           | 0 | 1 | 0 | 1     |
| 9.      | Australia         | 0 | 0 | 1 | 1     |
|         | Niemcy            | 0 | 0 | 1 | 1     |